# Tami Kiuru
Pour les articles homonymes, voir Kiuru.
Tami Petri Antero Kiuru, né le 13 septembre 1976 à Vantaa, est un sauteur à ski finlandais.

## Biographie
Il fait ses débuts en Coupe du monde en 1993 et obtient son premier podium en 2003 à Lahti, année où il remporte son premier titre mondial par équipes à Val di Fiemme. En fin d'année 2003, il gagne son seul concours individuel en Coupe du monde à Titisee-Neustadt.
En 2004, il décroche la médaille de bronze individuelle et la médaille d'argent par équipes aux Championnats du monde de vol à ski.
En 2006, il est vice-champion olympique par équipes à Turin.
Il se retire de la compétition en 2009.

## Palmarès

### Jeux olympiques
| Épreuve / Édition | Turin 2006 |
| Petit tremplin    | 31e        |
| Grand tremplin    | 18e        |
| Par équipes       | Argent     |

### Championnats du monde
| Épreuve / Édition |    | Val di Fiemme 2003 | Oberstdorf 2005 |
| Petit tremplin    |    | 5e                 |                 |
| Grand tremplin    |    | 10e                | 21e             |
| Par équipes       | PT |                    |                 |
| Par équipes       | GT | Or                 | Argent          |

### Championnats du monde de vol à ski
| Épreuve / Édition | Planica 2004 | Kulm 2006 |
| Individuel        | Bronze       | 18e       |
| Par équipes       | Argent       | Argent    |

### Coupe du monde
- Meilleur classement général : 16e en 2004.
- 3 podiums individuels dont 1 victoire.
- 9 podiums en épreuve collective dont 2 victoires.

### Victoires par saison
| Année | Lieu                         |
| 2004  | Titisee-Neustadt (Allemagne) |